# Visayas

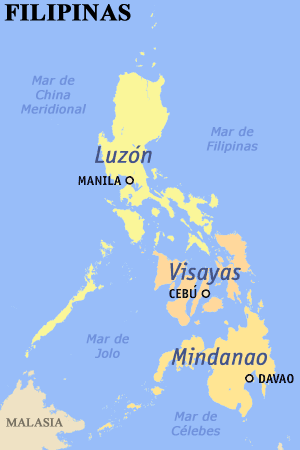
Die Visayas als Teil der Philippinen

Die Visayas (auf Cebuano und Wáray-Wáray: Kabisay-an, Tagalog ähnlich Kabisayaan, Spanisch Bisayas) sind eine der drei Inselgruppen, die zusammen den Inselstaat der Philippinen bilden. Die anderen beiden Inselgruppen sind Luzon im Norden und Mindanao im Süden.
Die Visayas bestehen aus drei Regionen:
- Western Visayas (6 Provinzen, 7.112.000 Einwohner)
- Central Visayas (4 Provinzen, 5.400.000 Einwohner)
- Eastern Visayas (6 Provinzen, 4.236.000 Einwohner)

Die größten Inseln sind Bohol, Cebu, Leyte, Negros, Panay und Samar.

## Bevölkerung und Sprache
Die meisten Menschen in der Region gehören der Volksgruppe der Visaya an und sprechen eine der Visayassprachen, zu denen über 30 Sprachen gehören. Dazu zählt die mit 20 Millionen Sprechern größte Sprache, Cebuano, die selbst auch als Bisaya oder Visayan bezeichnet wird, weiterhin auch Hiligaynon mit 7 Mio. und Wáray-Wáray mit 3 Mio. Sprechern.
Außer auf den Visayas-Inseln wird die Sprache auch in der Bicol-Region, besonders auf Masbate, den Inseln südlich von Luzon wie Romblon, weiten Teilen von Mindanao und im Sulu-Archipel gesprochen.

## Regionen und Provinzen
Die Visayas sind politisch in drei Regionen aufgeteilt, die sich in insgesamt 16 Provinzen untergliedern.

Western Visayas

### Western Visayas (Region VI)
Western Visayas besteht im Wesentlichen aus der Insel Panay sowie aus der Westhälfte von Negros und umfasst eine Fläche von 20.794 km².

Central Visayas

Die Provinzen dieser Region sind:
- Aklan (1.821 km²)
- Antique (2.729 km²)
- Capiz (2.595 km²)
- Guimaras (605 km²)
- Iloilo (5.079 km²)
- Negros Occidental (7.965 km²)

### Central Visayas (Region VII)
Central Visayas beinhaltet als Hauptinseln Cebu und Bohol sowie die Osthälfte von Negros und bedeckt eine Fläche von 15.886 km².

Eastern Visayas

Die Provinzen dieser Region sind:
- Bohol (4.821 km²)
- Cebu (5.342 km²)
- Negros Oriental (5.386 km²)
- Siquijor (337 km²)

### Eastern Visayas (Region VIII)
Eastern Visayas besteht maßgeblich aus den Inseln Leyte und Samar und umfasst eine Fläche von 23.251 km².
Die Provinzen dieser Region sind:
- Biliran (536 km²)
- Leyte (6.515 km²)
- Southern Leyte (1.799 km²)
- Eastern Samar (4.660 km²)
- Northern Samar (3.693 km²)
- Samar (6.048 km²)